# Гонфарон
Гонфаро́н (фр. и окс. Gonfaron) — коммуна на юго-востоке Франции в регионе Прованс — Альпы — Лазурный берег, департамент Вар, округ Бриньоль, кантон Ле-Люк.
Площадь коммуны — 40,42 км², население — 3713 человек (2006) с выраженной тенденцией к росту: 4244 человека (2012), плотность населения — 195,0 чел/км².
В 1950-х годах в деревне была основана автоспортивная команда AGS.

## Население
Население коммуны в 2011 году составляло — 4215 человек, а в 2012 году — 4244 человека.
| 1962 | 1968 | 1975 | 1982 | 1990 | 1999 | 2004 | 2006 | 2009 | 2011 | 2012 |
| ---- | ---- | ---- | ---- | ---- | ---- | ---- | ---- | ---- | ---- | ---- |
| 1752 | 2133 | 2308 | 2277 | 2566 | 2805 | 3481 | 3713 | 4107 | 4215 | 4244 |

Динамика населения:

## Экономика
В 2010 году из 2628 человек трудоспособного возраста (от 15 до 64 лет) 1836 были экономически активными, 792 — неактивными (показатель активности 69,9 %, в 1999 году — 65,6 %). Из 1836 активных трудоспособных жителей работали 1549 человек (869 мужчин и 689 женщин), 287 числились безработными (139 мужчин и 148 женщин). Среди 792 трудоспособных неактивных граждан 168 были учениками либо студентами, 254 — пенсионерами, а ещё 370 — были неактивны в силу других причин.
На протяжении 2010 года в коммуне числилось 1727 облагаемых налогом домохозяйств, в которых проживало 4240 человек. При этом медиана доходов составила 16 тысяч 186 евро на одного налогоплательщика.